# Elizabeth Hawley
Elizabeth Hawley (9. listopadu 1923 – 26. ledna 2018) byla americká novinářka a kronikářka himálajských expedic.
Narodila se v Chicagu a studovala na Michiganské univerzitě. Později žila v New Yorku, kde pracovala pro časopis Fortune. Později odjela do Káthmándú a krátce pracovala jako reportérka, později odešla zpět do USA a usadila se v San Franciscu. Po několika letech, v roce 1960, odjela zpět do Nepálu coby novinářka pracující pro magazín Time. Od té doby v zemi žila až do své smrti. Později začala pracovat pro agenturu Reuters, zabývala se horolezeckými články. Sama se horolezectví nikdy nevěnovala. Byla zakladatelkou internetové databáze, která dokumentovala himálajské horolezectví. Francouzský horolezec François Damilano po ní pojmenoval horu Peak Hawley (6182 m n. m.), která leží v oblasti Dhaulágirí. V roce 2005 o ní Bernadette McDonald napsala knihu I'll Call You in Kathmandu. Zemřela v Káthmándú ve věku 94 let.